# Xosa

Proporció de parlants de xhosa a la llar
0–20%
20–40%
40–60%
60–80%
80–100%

El xhosa (IPA: [ˈkǁʰoːsa], en xhosa isiXhosa) és una llengua nigerocongolesa parlada pels xoses, un dels pobles dominants de Sud-àfrica. És una de les onze llengües oficials de Sud-àfrica. És parlada per aproximadament 7,9 milions de persones, un 18% de la població sud-africana. El nom de la llengua, "xhosa", comença amb un clic consonàntic, tret característic de la llengua.

## Història
El nom xhosa es refereix a un dels seus caps llegendaris. Els membres del grup ètnic que parla xhosa es refereixen a si mateixos com a amaXhosa i anomenen la seva llengua isiXhosa. Gairebé totes les llengües amb clics consonàntics són llengües khoisànides i la presència d'aquests clics en el xhosa demostra la forta interacció històrica amb els veïns khoisànids. El nom xhosa vol dir en khoisan 'els humans enfadats'.

## Distribució geogràfica
La llengua representa la branca més sud-occidental de la subfamília nguni de les llengües bantu. El xhosa és parlat com a llengua nadiua a Sud-àfrica, principalment a la província de Cap Oriental. El nom zulu per a aquesta província és KwaXhosa, que vol dir 'llar dels xoses' (KwaZulu té el significat corresponent de 'llar dels zulus'). El xhosa també és parlat al Cap Occidental -inclosa Ciutat del Cap– i a Johannesburg. El xhosa és la segona llengua més parlada arreu de Sud-àfrica.

## Dialectes
Endemés de ser mútuament intel·ligible amb el zulu i molt relacionat amb les llengües bantu, de les quals forma part, el xhosa té nombrosos dialectes. Hi ha un debat acadèmic sobre una exacta divisió dialectal. Els dialectes reconeguts actualment en són: xhosa (original), ngqika (considerat estàndard), bhaca, mpondo, gcaleka, mfengu, thembu, bomvana, i mpondomise.

## Fonètica

### Vocals
El xhosa té deu vocals: [a], [ɛ], [i], [ɔ] i [u], totes elles llargues i curtes, escrites a, e, i, o i u.

### Tons
El xhosa és una llengua tonal, amb dos tons, alt i baix. No se solen representar en la llengua escrita, però quan es fa són a [à], á [á], â [áà], ä [àá]. Les vocals llargues són fonèmiques, però usualment no s'escriuen diferenciadament, excepte â i ä.

### Consonants
El xhosa és ric en clics, en total n'hi ha 15.
Aquesta taula mostra els fonemes consonàntics de la llengua, segons la pronunciació en IPA a l'esquerra, i l'ortografia a la dreta:
|            |                          | Labial  | Dental / Alveolar | Dental / Alveolar | Postalveolar / Palatal | Velar    | Glotal |
| Central    | consonant lateralLateral | Labial  |                   |                   | Postalveolar / Palatal | Velar    | Glotal |
| Clic       | pla                      |         | [kǀ] c            | [kǁ] x            | [kǃ] q                 |          |        |
| Clic       | aspirada                 |         | [kǀʰ] ch          | [kǁʰ] xh          | [kǃʰ] qh               |          |        |
| Clic       | sonora                   |         | [ɡǀʱ] gc          | [ɡǁʱ] gx          | [ɡǃʱ] gq               |          |        |
| Clic       | nasal                    |         | [ŋǀ] nc           | [ŋǁ] nx           | [ŋǃ] nq                |          |        |
| Clic       | sonora nasal             |         | [ŋǀʱ] ngc         | [ŋǁʱ] ngx         | [ŋǃʱ] ngq              |          |        |
| Plosiva    | ejectiva                 | [p’] p  | [t’] t            |                   | [tʲ’] ty               | [k’] k   |        |
| Plosiva    | aspirada                 | [pʰ] ph | [tʰ] th           |                   | [tʲʰ] tyh              | [kʰ] kh  |        |
| Plosiva    | sonora                   | [bʱ] bh | [dʱ] d            |                   | [dʲʱ] dy               | [ɡʱ] g   |        |
| Plosiva    | implosiva                | [ɓ] b   |                   |                   |                        |          |        |
| Africada   | ejectiva                 |         | [ʦ’] ts           |                   | [ʧ’] tsh               | [kx’] kr |        |
| Africada   | aspirada                 |         | [ʦʰ] ths          |                   | [ʧʰ] thsh              |          |        |
| Africada   | sonora                   |         |                   |                   | [ʤʱ] j                 |          |        |
| Fricativa  | muda                     | [f] f   | [s] s             | [ɬ] hl            | [ʃ] sh                 | [x] rh   | [h] h  |
| Fricativa  | sonora                   | [v̤] v   | [z̤] z             | [ɮ̈] dl            |                        | [ɣ̈] gr   | [ɦ̤] hh |
| Nasal      | sonora                   | [m] m   | [n] n             |                   | [nʲ] ny                | [ŋ] n'   |        |
| Nasal      | sonora                   | [m̤] mh  | [n̤] nh            |                   | [n̤ʲ] nyh               |          |        |
| Aproximant | sonora                   |         |                   | [l] l             | [j] y                  | [w] w    |        |
| Aproximant | sonora                   |         |                   | [l̤] lh            | [j̈] yh                 | [w̤] wh   |        |

Hi ha dues consonants addicionals, [r] i [r̤], ambdues es pronuncien de manera similar a r.

## Literatura
La producció literària es va potenciar des del 1884, quan es va editar el diari en xhosa Imwo Zabantsundu. Els autors més destacats, molts d'ells activistes polítics en contra de l'apartheid, han estat Samuel Edward Kruse Mqhayi (1875-1945) amb els poemes Ityala lama wele (El procés dels bessons, 1012), Imihobe namibongo (Cant de lloança, 1927), l'autobiografia U Mqhayi wase Ntabozuku (Mqhayui de Mont Glòria, 1912), Inauzu (Guany), Ulimo (Agricultura) i U don jadu (Qualsevol temps, 1933); James Ranisi Jolobe (1902-1976) amb Um yezo (Un hort, 1936), Uzagula (1923), A mavo (Impressions personals, 1951) i Poems of an African (Poemes d'un africà, 1946); Archibald Campbell Jordan (1906) amb Ingqumbo Yeminyana (La còlera dels avantpassats, 1939); M. A. P. Ngani, amb Abantwana bethu; Davidson Don Tengo Jabavu (1885-1959) amb E Jerusalem, E America, imbumba yama nyama (1953), Isithuko (Insult, 1954) i Izidunsulwana (Monticles, 1948); H. H. Ndawi, J. Solelo, W. B. Rubasana i Guybon Bundlwana Sinxo (1902-1962) amb les novel·les Unomsa (1922), Ufundisi (Ministeri de religió, 1927), el poema Thoba sikutyeli (Vine i deixa que t'expliqui, 1932) i el drama Imfene da Debeza (Babuí de Debeza, 1925); i T. B. Soqa, autor d'Intlato ka xhosa (La vida dels xoses).